# Мізін Михайло Григорович
Миха́йло Григо́рович Мі́зін (нар. 10 серпня 1973, Лисичанськ) — радянський і український бадмінтоніст і тренер, чемпіон України 2003—2006 років, заслужений тренер України (2008).

## Кар'єра
Вихованець лисичанської школи бадмінтону, яку заснувала Ольга Михайлівна Горбенко.
1988 року був включений до складу юнацької збірної СРСР з бадмінтону (тренер — Микола Пешехонов).
1990 року закінчив Дніпропетровський державний інститут фізкультури і спорту.
1992—1995 років виступав за Національну збірну України як гравець і водночас був тренером СК «Метеор» (до 2000 року), а з 2001 року — тренером Дніпровської ШВСМ.
2007 року почав тренувати юнацьку збірну України. Під його керівництвом ця команда здобула друге місце на чемпіонаті Європи серед юнаків 2007 року та третє місце на чемпіонаті Європи серед юнаків 2011 року.
2013 року став старшим тренером Національної збірної України з бадмінтону серед жінок.
Серед його вихованців — майстер спорту України міжнародного класу Владислав Дружченко і 18 майстрів спорту, серед яких, зокрема: Марія Рудь, Кирило Леонов, Микола Мартиненко.

## Досягнення

### Чемпіонат України
Чемпіони України в чоловічій парній категорії
- 2003 — Дружченко Владислав — Мізін Михайло (Дніпро)
- 2004 — Мізін Михайло — Стрільцов Валерій (Дніпро)
- 2005 — Дружченко Владислав — Мізін Михайло (Дніпро)
- 2006 — Дружченко Владислав — Мізін Михайло (Дніпро)